# Даєрсбург (Теннессі)
Даєрсбург (англ. Dyersburg) — місто (англ. city) в США, в окрузі Даєр штату Теннессі. Населення — 16 164 особи (2020).

## Географія
Даєрсбург розташований за координатами 36°2′42″ пн. ш. 89°22′41″ зх. д. / 36.04500° пн. ш. 89.37806° зх. д. (36.044923, -89.377947).  За даними Бюро перепису населення США в 2010 році місто мало площу 45,24 км², з яких 44,94 км² — суходіл та 0,30 км² — водойми.

## Демографія
Згідно з переписом 2010 року, у місті мешкало 17 145 осіб у 6942 домогосподарствах у складі 4395 родин. Густота населення становила 379 осіб/км².  Було 7730 помешкань (171/км²).
Расовий склад населення:
| - 69,5 % — білих - 25,9 % — чорних або афроамериканців - 0,8 % — азіатів - 0,2 % — корінних американців - 1,4 % — осіб інших рас |

До двох чи більше рас належало 2,2 %. Частка іспаномовних становила 3,0 % від усіх жителів.
За віковим діапазоном населення розподілялося таким чином: 25,8 % — особи молодші 18 років, 59,2 % — особи у віці 18—64 років, 15,0 % — особи у віці 65 років та старші. Медіана віку мешканця становила 37,6 року. На 100 осіб жіночої статі у місті припадало 87,4 чоловіків;  на 100 жінок у віці від 18 років та старших — 82,0 чоловіків також старших 18 років.
Середній дохід на одне домашнє господарство  становив 56 566 доларів США (медіана — 34 948), а середній дохід на одну сім'ю — 70 679 доларів (медіана — 52 500). Медіана доходів становила 43 583 долари для чоловіків та 28 533 долари для жінок. За межею бідності перебувало 23,5 % осіб, у тому числі 34,6 % дітей у віці до 18 років та 18,7 % осіб у віці 65 років та старших.
Цивільне працевлаштоване населення становило 6724 особи. Основні галузі зайнятості: виробництво — 26,9 %, освіта, охорона здоров'я та соціальна допомога — 18,8 %, роздрібна торгівля — 10,5 %, мистецтво, розваги та відпочинок — 9,9 %.